# Martin Ádám
Martin Ádám (Budapest, 6 novembre 1994) è un calciatore ungherese, attaccante del Paks e della nazionale ungherese.

## Caratteristiche tecniche
Di ruolo centravanti, è alto 191 cm, dispone di buon fiuto del goal forza fisica grazie alla sua imponente stazza.

## Carriera

### Club
Ha giocato nella prima divisione dei campionati ungherese, sudcoreano e greco.

### Nazionale
Ha esordito con la nazionale ungherese Under-18, seguito poi dall'Under-21.
Il 14 marzo 2022 viene convocato per la prima volta in nazionale maggiore. Fa il suo esordio con la selezione ungherese 10 giorni dopo nell'amichevole persa 0-1 contro la Serbia.

## Statistiche

### Presenze e reti nei club
Statistiche aggiornate al 9 aprile 2025.
| Stagione        | Squadra          | Campionato      | Campionato | Campionato | Coppe nazionali | Coppe nazionali | Coppe nazionali | Coppe continentali | Coppe continentali | Coppe continentali | Altre coppe | Altre coppe | Altre coppe | Totale | Totale |
| Stagione        | Squadra          | Comp            | Pres       | Reti       | Comp            | Pres            | Reti            | Comp               | Pres               | Reti               | Comp        | Pres        | Reti        | Pres   | Reti   |
| --------------- | ---------------- | --------------- | ---------- | ---------- | --------------- | --------------- | --------------- | ------------------ | ------------------ | ------------------ | ----------- | ----------- | ----------- | ------ | ------ |
| 2012-2013       | Vasas            | NBII            | 10         | 2          | MK              | 2               | 0               | -                  | -                  | -                  | -           | -           | -           | 12     | 2      |
| 2013-2014       | Vasas            | NBII            | 18         | 4          | MK              | 0               | 0               | -                  | -                  | -                  | -           | -           | -           | 18     | 4      |
| 2014-2015       | Vasas            | NBII            | 23         | 7          | MK              | 0               | 0               | -                  | -                  | -                  | -           | -           | -           | 23     | 7      |
| 2015-2016       | Vasas            | NB              | 21         | 2          | MK              | 1               | 0               | -                  | -                  | -                  | -           | -           | -           | 22     | 2      |
| 2016-2017       | Vasas            | NB              | 24         | 7          | MK              | 6               | 1               | -                  | -                  | -                  | -           | -           | -           | 30     | 8      |
| 2017-2018       | Vasas            | NB              | 27         | 2          | MK              | 1               | 0               | UEL                | 2                  | 0                  | -           | -           | -           | 30     | 2      |
| 2018-gen. 2019  | Vasas            | NBII            | 15         | 3          | MK              | 2               | 3               | -                  | -                  | -                  | -           | -           | -           | 17     | 6      |
| Totale Vasas    | Totale Vasas     | Totale Vasas    | 138        | 27         |                 | 12              | 4               |                    | 2                  | 0                  |             | -           | -           | 152    | 31     |
| gen.-giu. 2019  | Kaposvár         | NBII            | 13         | 8          | MK              | 1               | 0               | -                  | -                  | -                  | -           | -           | -           | 14     | 8      |
| 2019-2020       | Kaposvár         | NB              | 30         | 5          | MK              | 2               | 1               | -                  | -                  | -                  | -           | -           | -           | 32     | 6      |
| Totale Kaposvar | Totale Kaposvar  | Totale Kaposvar | 43         | 13         |                 | 3               | 1               |                    | -                  | -                  |             | -           | -           | 46     | 14     |
| 2020-2021       | Paks             | NB              | 28         | 8          | MK              | 3               | 0               | -                  | -                  | -                  | -           | -           | -           | 31     | 8      |
| 2021-2022       | Paks             | NB              | 32         | 31         | MK              | 3               | 0               | -                  | -                  | -                  | -           | -           | -           | 35     | 31     |
| 2022            | Ulsan HD         | K1              | 14         | 9          | CCS             | 1               | 0               | -                  | -                  | -                  | -           | -           | -           | 15     | 9      |
| 2023            | Ulsan HD         | K1              | 30         | 5          | CCS             | 2               | 2               | ACL                | 6                  | 5                  | -           | -           | -           | 38     | 12     |
| 2024            | Ulsan HD         | K1              | 10         | 3          | CCS             | 0               | 0               | ACL                | 4                  | 0                  | -           | -           | -           | 14     | 3      |
| Totale Ulsan    | Totale Ulsan     | Totale Ulsan    | 54         | 17         |                 | 3               | 2               |                    | 10                 | 5                  |             | -           | -           | 67     | 24     |
| ago.-nov. 2024  | Asteras Tripolīs | SL              | 8          | 0          | CG              | 1               | 2               | -                  | -                  | -                  | -           | -           | -           | 9      | 2      |
| gen.-giu. 2025  | Paks             | NBI             | 7          | 2          | MK              | 2               | 0               | UEL+UECL           | -                  | -                  | -           | -           | -           | 9      | 2      |
| Totale Paks     | Totale Paks      | Totale Paks     | 67         | 41         |                 | 8               | 0               |                    | -                  | -                  |             | -           | -           | 75     | 41     |
| Totale carriera | Totale carriera  | Totale carriera | 310        | 98         |                 | 27              | 9               |                    | 12                 | 5                  |             | -           | -           | 349    | 112    |

### Cronologia presenze e reti in nazionale
| Cronologia completa delle presenze e delle reti in nazionale ― Ungheria | Cronologia completa delle presenze e delle reti in nazionale ― Ungheria | Cronologia completa delle presenze e delle reti in nazionale ― Ungheria | Cronologia completa delle presenze e delle reti in nazionale ― Ungheria | Cronologia completa delle presenze e delle reti in nazionale ― Ungheria | Cronologia completa delle presenze e delle reti in nazionale ― Ungheria | Cronologia completa delle presenze e delle reti in nazionale ― Ungheria | Cronologia completa delle presenze e delle reti in nazionale ― Ungheria |
| Data                                                                    | Città                                                                   | In casa                                                                 | Risultato                                                               | Ospiti                                                                  | Competizione                                                            | Reti                                                                    | Note                                                                    |
| ----------------------------------------------------------------------- | ----------------------------------------------------------------------- | ----------------------------------------------------------------------- | ----------------------------------------------------------------------- | ----------------------------------------------------------------------- | ----------------------------------------------------------------------- | ----------------------------------------------------------------------- | ----------------------------------------------------------------------- |
| 24-3-2022                                                               | Budapest                                                                | Ungheria                                                                | 0 – 1                                                                   | Serbia                                                                  | Amichevole                                                              | -                                                                       | 70’                                                                     |
| 29-3-2022                                                               | Belfast                                                                 | Irlanda del Nord                                                        | 0 – 1                                                                   | Ungheria                                                                | Amichevole                                                              | -                                                                       | 73’                                                                     |
| 4-6-2022                                                                | Budapest                                                                | Ungheria                                                                | 1 – 0                                                                   | Inghilterra                                                             | UEFA Nations League 2022-2023 - 1º turno                                | -                                                                       | 88’                                                                     |
| 7-6-2022                                                                | Cesena                                                                  | Italia                                                                  | 2 – 1                                                                   | Ungheria                                                                | UEFA Nations League 2022-2023 - 1º turno                                | -                                                                       | 87’                                                                     |
| 11-6-2022                                                               | Budapest                                                                | Ungheria                                                                | 1 – 1                                                                   | Germania                                                                | UEFA Nations League 2022-2023 - 1º turno                                | -                                                                       | 69’ 90’                                                                 |
| 14-6-2022                                                               | Wolverhampton                                                           | Inghilterra                                                             | 0 – 4                                                                   | Ungheria                                                                | UEFA Nations League 2022-2023 - 1º turno                                | -                                                                       | 68’                                                                     |
| 23-9-2022                                                               | Lipsia                                                                  | Germania                                                                | 0 – 1                                                                   | Ungheria                                                                | UEFA Nations League 2022-2023 - 1º turno                                | -                                                                       | 67’                                                                     |
| 26-9-2022                                                               | Budapest                                                                | Ungheria                                                                | 0 – 2                                                                   | Italia                                                                  | UEFA Nations League 2022-2023 - 1º turno                                | -                                                                       | 75’                                                                     |
| 17-11-2022                                                              | Lussemburgo                                                             | Lussemburgo                                                             | 2 – 2                                                                   | Ungheria                                                                | Amichevole                                                              | -                                                                       | 58’                                                                     |
| 20-11-2022                                                              | Budapest                                                                | Ungheria                                                                | 2 – 1                                                                   | Grecia                                                                  | Amichevole                                                              | -                                                                       | 53’                                                                     |
| 23-2-2023                                                               | Budapest                                                                | Ungheria                                                                | 1 – 0                                                                   | Estonia                                                                 | Amichevole                                                              | 1                                                                       | 60’                                                                     |
| 27-3-2023                                                               | Budapest                                                                | Ungheria                                                                | 3 – 0                                                                   | Bulgaria                                                                | Qual. Euro 2024                                                         | 1                                                                       | 59’                                                                     |
| 17-6-2023                                                               | Podgorica                                                               | Montenegro                                                              | 0 – 0                                                                   | Ungheria                                                                | Qual. Euro 2024                                                         | -                                                                       | 58’                                                                     |
| 20-6-2023                                                               | Budapest                                                                | Ungheria                                                                | 2 – 0                                                                   | Lituania                                                                | Qual. Euro 2024                                                         | -                                                                       | 60’                                                                     |
| 7-9-2023                                                                | Belgrado                                                                | Serbia                                                                  | 1 – 2                                                                   | Ungheria                                                                | Qual. Euro 2024                                                         | -                                                                       | 77’                                                                     |
| 14-10-2023                                                              | Budapest                                                                | Ungheria                                                                | 2 – 1                                                                   | Serbia                                                                  | Qual. Euro 2024                                                         | -                                                                       | 84’                                                                     |
| 17-10-2023                                                              | Kaunas                                                                  | Lituania                                                                | 2 – 2                                                                   | Ungheria                                                                | Qual. Euro 2024                                                         | -                                                                       | 90+2’                                                                   |
| 16-11-2023                                                              | Sofia                                                                   | Bulgaria                                                                | 2 – 2                                                                   | Ungheria                                                                | Qual. Euro 2024                                                         | 1                                                                       | 74’                                                                     |
| 19-11-2023                                                              | Budapest                                                                | Ungheria                                                                | 3 – 1                                                                   | Montenegro                                                              | Qual. Euro 2024                                                         | -                                                                       | 78’                                                                     |
| 22-3-2024                                                               | Budapest                                                                | Ungheria                                                                | 1 – 0                                                                   | Turchia                                                                 | Amichevole                                                              | -                                                                       | 80’                                                                     |
| 26-3-2024                                                               | Budapest                                                                | Ungheria                                                                | 2 – 0                                                                   | Kosovo                                                                  | Amichevole                                                              | -                                                                       | 46’                                                                     |
| 8-6-2024                                                                | Debrecen                                                                | Ungheria                                                                | 3 – 0                                                                   | Israele                                                                 | Amichevole                                                              | -                                                                       | 57’ 90+2’                                                               |
| 15-6-2024                                                               | Colonia                                                                 | Ungheria                                                                | 1 – 3                                                                   | Svizzera                                                                | Euro 2024 - 1º turno                                                    | -                                                                       | 79’                                                                     |
| 19-6-2024                                                               | Stoccarda                                                               | Germania                                                                | 2 – 0                                                                   | Ungheria                                                                | Euro 2024 - 1º turno                                                    | -                                                                       | 75’                                                                     |
| 23-6-2024                                                               | Stoccarda                                                               | Scozia                                                                  | 0 – 1                                                                   | Ungheria                                                                | Euro 2024 - 1º turno                                                    | -                                                                       | 74’                                                                     |
| 7-9-2024                                                                | Düsseldorf                                                              | Germania                                                                | 5 – 0                                                                   | Ungheria                                                                | UEFA Nations League 2024-2025 - 1º turno                                | -                                                                       | 66’                                                                     |
| 10-9-2024                                                               | Budapest                                                                | Ungheria                                                                | 0 – 0                                                                   | Bosnia ed Erzegovina                                                    | UEFA Nations League 2024-2025 - 1º turno                                | -                                                                       | 82’                                                                     |
| 14-10-2024                                                              | Zenica                                                                  | Bosnia ed Erzegovina                                                    | 0 – 2                                                                   | Ungheria                                                                | UEFA Nations League 2024-2025 - 1º turno                                | -                                                                       | 78’                                                                     |
| Totale                                                                  |                                                                         | Presenze                                                                | 28                                                                      |                                                                         | Reti                                                                    | 3                                                                       |                                                                         |

## Palmarès

### Club
- Nemzeti Bajnokság II: 1

Vasas: 2014-2015
- Campionato sudcoreano: 2

Ulsan Hyundai: 2022, 2023
- Coppa d'Ungheria: 1

Paks: 2024-2025

### Individuale
- Capocannoniere del campionato ungherese: 1

2021-2022 (31 gol)